# Сафийя бинт Абду-ль-Мутталиб
Сафи́йя бинт Абд аль-Мутта́либ (араб. صفية بنت عبدالمطلب‎; ок. 569—640) — сподвижница и тётя исламского пророка Мухаммеда.

## Биография
Сафийя была дочерью Абд аль-Мутталиба ибн Хашима и Халахи бинт Вухайб ибн Абд Манаф ибн Зухра. Следовательно, она была родной сестрой Абдуллаха, Абу Талиба и Хамзы и тётей Мухаммеда и Али ибн Абу Талиба. Она также приходилась тётей по материнской линии матери Усмана Арве бинт Курайз. Ей было около десяти лет, когда умер её отец Абд аль-Мутталиб.
Сначала она была замужем за Харисом ибн Харбом, и их сыном был Сафи ибн Харис. Они развелись к 593 году.
Её вторым мужем был Аввам ибн Хувайлид, брат Хадиджи, жившей по соседству с ними. У Сафийи и аль-Аввама было трое сыновей: аз-Зубайр, ас-Саиб и Абд аль-Ка’ба. Аль-Аввам умер, когда их дети были маленькими.
Сафийя жестоко избивала своего сына аз-Зубайра. Соседи протестовали по этому поводу. «Ты разрушила его! Ты вырвала его сердце. Ты погубишь мальчика?» Сафийя ответила: «Я побила его, чтобы он был умным и смелым в бою».

Когда Мухаммед начал проповедовать публично, он сделал особое предупреждение своим ближайшим родственникам.
«О курайшиты! Выкупите себя сами! Я не могу спасти вас от Аллаха. О Аббас ибн Абд аль-Мутталиб ! Я не могу спасти тебя от Аллаха. О Сафийя бинт Абд аль-Мутталиб! Я не могу спасти тебя от Аллаха. О Фатима бинт Мухаммад ! Проси то, что пожелаешь, из моего имущества, но я не смогу уберечь тебя от Аллаха» .
Сафийя стала мусульманкой и принесла присягу на верность Мухаммеду. Она совершила хиджру в Медину в 622 году вместе с другими мусульманами.
Когда мусульмане бежали из Ухуда в 625 году, Сафийя встретила их с копьем в руке, обвинив их в бегстве от их Пророка. Её сын аз-Зубайр предупредил её: «Мама, держись подальше!» Она подошла и посмотрела на то, что пытался скрыть от неё сын: изуродованный труп её брата Хамзы.
Во время битвы у рва в 627 году Сафийя была среди женщин-мусульманок, которых поместили для безопасности в Фари, крепость Хасана ибн Сабита. Сафийя заметила иудея на территории крепости и «испугалась, что он обнаружит нашу слабость и сообщит иудеям, которые были у нас в тылу, в то время как Пророк и его товарищи были слишком заняты, чтобы помочь нам». Она велела Хасану спуститься и убить его. Когда Хасан замешкался, она спустилась «украдкой», открыла дверь «понемногу» пока она не смогла подкрасться к шпиону сзади, затем ударила его дубинкой и убила. Затем она сказала Хасану раздеть труп, но Хасан по-прежнему отказывался действовать. Ибн Саад приписывает этот эпизод битве при Ухуде.
Сафийя была среди женщин, отправившихся в 628 году в Хайбар в качестве боевых помощников. Она стала свидетельницей поединка между своим сыном аз-Зубайром и иудейским воином Ясиром и увидела, что её сын победил.
При распределении добычи Мухаммед назначил Сафийе доход в размере 40 васков зерна и фиников из Хайбара.
Сафийя умерла во время правления Умара (634—644) и была похоронена на кладбище аль-Баки «во дворе дома аль-Мугиры ибн Шубы в месте вуду».